# Jonathan Ikoné
Nanitamo Jonathan Ikoné (Bondy, Isla de Francia, 2 de mayo de 1998) es un futbolista francés que juega de centrocampista en la ACF Fiorentina de la Serie A.

## Selección nacional
De origen congoleño, ha sido internacional con las selecciones inferiores de Francia hasta la sub-21. Debutó con la absoluta el 7 de septiembre de 2019 contra Albania en partido de clasificación para la Eurocopa 2020 entrando a los 77' y marcando a los 85' el cuarto gol para la selección de Francia en la victoria por 4-1.

## Carreira
En julio de 2025, Botafogo mostró interés en el delantero francés, que entonces estaba cedido en el Como 1907.

## Estadísticas

### Clubes
Actualizado al último partido disputado el 23 de mayo de 2025.
| Club                              | Div.          | Temporada     | Liga  | Liga  | Copas nacionales | Copas nacionales | Copas internacionales | Copas internacionales | Total | Total |
| Club                              | Div.          | Temporada     | Part. | Goles | Part.            | Goles            | Part.                 | Goles                 | Part. | Goles |
| --------------------------------- | ------------- | ------------- | ----- | ----- | ---------------- | ---------------- | --------------------- | --------------------- | ----- | ----- |
| Paris Saint-Germain II Francia    | 4.ª           | 2014-15       | 1     | 0     | ―                | ―                | ―                     | ―                     | 1     | 0     |
| Paris Saint-Germain II Francia    | 4.ª           | 2015-16       | 8     | 2     | ―                | ―                | ―                     | ―                     | 8     | 2     |
| Paris Saint-Germain II Francia    | 4.ª           | 2016-17       | 10    | 2     | ―                | ―                | ―                     | ―                     | 10    | 2     |
| Paris Saint-Germain II Francia    | Total club    | Total club    | 19    | 4     | 0                | 0                | 0                     | 0                     | 19    | 4     |
| Paris Saint-Germain F. C. Francia | 1.ª           | 2016-17       | 4     | 0     | 1                | 0                | 2                     | 0                     | 7     | 0     |
| Paris Saint-Germain F. C. Francia | Total club    | Total club    | 4     | 0     | 1                | 0                | 2                     | 0                     | 7     | 0     |
| Montpellier H. S. C. Francia      | 1.ª           | 2016-17       | 14    | 1     | 0                | 0                | ―                     | ―                     | 14    | 1     |
| Montpellier H. S. C. Francia      | 1.ª           | 2017-18       | 18    | 1     | 5                | 1                | ―                     | ―                     | 23    | 2     |
| Montpellier H. S. C. Francia      | Total club    | Total club    | 32    | 2     | 5                | 1                | 0                     | 0                     | 37    | 3     |
| Montpellier H. S. C. II Francia   | 5.ª           | 2017-18       | 5     | 4     | ―                | ―                | ―                     | ―                     | 5     | 4     |
| Montpellier H. S. C. II Francia   | Total club    | Total club    | 5     | 4     | 0                | 0                | 0                     | 0                     | 5     | 4     |
| Lille O. S. C. Francia            | 1.ª           | 2018-19       | 38    | 3     | 3                | 0                | ―                     | ―                     | 41    | 3     |
| Lille O. S. C. Francia            | 1.ª           | 2019-20       | 28    | 3     | 4                | 0                | 4                     | 1                     | 36    | 4     |
| Lille O. S. C. Francia            | 1.ª           | 2020-21       | 37    | 4     | 3                | 0                | 8                     | 3                     | 48    | 7     |
| Lille O. S. C. Francia            | 1.ª           | 2021-22       | 18    | 1     | 2                | 0                | 5                     | 1                     | 25    | 2     |
| Lille O. S. C. Francia            | Total club    | Total club    | 121   | 11    | 12               | 0                | 17                    | 5                     | 150   | 16    |
| ACF Fiorentina · Italia           | 1.ª           | 2021-22       | 17    | 1     | 4                | 0                | ―                     | ―                     | 21    | 1     |
| ACF Fiorentina · Italia           | 1.ª           | 2022-23       | 33    | 4     | 5                | 1                | 13                    | 1                     | 51    | 6     |
| ACF Fiorentina · Italia           | 1.ª           | 2023-24       | 28    | 3     | 4                | 0                | 11                    | 2                     | 43    | 5     |
| ACF Fiorentina · Italia           | 1.ª           | 2024-25       | 14    | 0     | 1                | 0                | 8                     | 4                     | 23    | 4     |
| ACF Fiorentina · Italia           | Total club    | Total club    | 92    | 8     | 14               | 1                | 32                    | 7                     | 138   | 16    |
| Como 1907 · Italia                | 1.ª           | 2024-25       | 13    | 2     | ―                | ―                | ―                     | ―                     | 13    | 2     |
| Como 1907 · Italia                | Total club    | Total club    | 13    | 2     | 0                | 0                | 0                     | 0                     | 13    | 2     |
| Total carrera                     | Total carrera | Total carrera | 286   | 31    | 32               | 2                | 51                    | 12                    | 369   | 45    |

## Palmarés

### Títulos nacionales
| Título               | Club           | País    | Año     |
| -------------------- | -------------- | ------- | ------- |
| Ligue 1              | Lille O. S. C. | Francia | 2020-21 |
| Supercopa de Francia | Lille O. S. C. | Francia | 2021    |